# Nicolien van Vroonhoven
Jennifer Nicolien van Vroonhoven-Kok (Bussum, 9 april 1971) is een Nederlands politica. Sinds 6 december 2023 is zij lid van de Tweede Kamer namens Nieuw Sociaal Contract (NSC), en sinds 19 april 2025 tevens politiek leider van deze landelijke politieke partij.
Eerder was Van Vroonhoven lid van het Christen-Democratisch Appèl (CDA), waarvoor zij van 2002 tot 2010 Tweede Kamerlid was. Ook was zij van 2010 tot 2011 gemeenteraadslid van Den Haag, en van 2014 tot 2017 wethouder van Hilversum.

## Biografie
Na het gymnasium studeerde Van Vroonhoven kunstgeschiedenis en rechten aan de Rijksuniversiteit Leiden en vervolgens fiscaal recht aan de Universiteit van Amsterdam. Zij was lid van LSV Minerva. Na haar afstuderen werkte ze korte tijd als junior belastingadviseur bij Arthur Andersen & Co. In 1997 werd ze beleidsmedewerker financiën voor CDA-fractielid Jan Peter Balkenende in de Tweede Kamer. Van Vroonhoven introduceerde in 2002 Pieter Omtzigt bij Balkenende.
Op 23 mei 2002 deed Van Vroonhoven haar intrede in de Tweede Kamer. Zij was er woordvoerder belastingen en hield zich bezig met cultuurbeleid en startende ondernemers. Tussen 13 mei en 17 augustus 2008 werd zij tijdelijk als Tweede Kamerlid vervangen door Ine Aasted-Madsen. Zij was geen kandidaat voor de Tweede Kamerverkiezingen 2010, waardoor haar Kamerlidmaatschap op 17 juni 2010 ophield. Tussen 11 maart 2010 en eind 2011 zat zij voor het CDA in de gemeenteraad van Den Haag.
Van 7 mei 2014 tot 17 december 2017 was Van Vroonhoven wethouder in Hilversum. Haar portefeuille bevatte wonen en grondzaken, natuur, milieu en duurzaamheid en monumentenzorg. Zij legde haar functie per 17 december 2017 neer; haar echtgenoot had een betrekking gevonden in Melbourne, Australië en het hele gezin Van Vroonhoven emigreerde mee.

Van Vroonhoven bij de eerste ledenvergadering van NSC (rechts, kijkend naar de cameraman)

In 2022 keerde Van Vroonhoven terug naar Nederland. Zij was vanaf september dat jaar fractiemedewerker en woordvoerder van Pieter Omtzigt. Voor de Tweede Kamerverkiezingen van november 2023 was zij de nummer 2 op de kandidatenlijst van Nieuw Sociaal Contract (NSC) en behaalde 44.045 voorkeurstemmen. Sinds 6 december 2023 heeft zij opnieuw zitting in de Tweede Kamer. Vanaf september 2024 verving zij de door ziekte afwezige Omtzigt als fractievoorzitter van NSC in de Tweede Kamer. Vanaf Omtzigts terugkeer in november dat jaar, verdeelden zij de taken van het fractievoorzitterschap. Op 19 april 2025 nam zij het fractievoorzitterschap volledig over van Pieter Omtzigt, nadat hij aankondigde op te stappen.  

## Persoonlijk
Van Vroonhoven trouwde in 1999 en heeft vijf kinderen. Zij is rooms-katholiek.